# Galáxia Anã de Tucana IV
A Galáxia Anã de Tucana IV é uma galáxia satélite da Via Láctea e faz parte do Grupo Local, foi descoberta no ano de 2015. Encontra-se na constelação de Tucana, localizada a 48 kpc da Terra. É classificada como uma galáxia anã esferoidal (dSph) o que significa que ela tem uma forma aproximadamente arredondada com um raio de cerca de 0,25 kpc.